# Ulric Manfred II
Ulric Manfred II (o Olderic Manfred II) fou marquès de Torí i Susa. Era el fill d'Ulric Manfred I i de Prangarda de Canossa. Va heretar una marca de Torí molt extensa, l'amplitud de la qual es devia a Arduí Glaber.

## Biografia
Esdevingut marquès a l'inici del segle Segle XI, Olderic Manfred II va saver consolidar el poder dels arduins sobre la marca, ficant el nas en la lluita entre Arduí d'Ivrea i l'Imperi, sent capaç d'ocupar, vers el 1015 grans territoris que abans pertanyeren a la poderosa marca d'Ivrea.
Els seus dominis van esdevenir molt vastos: al voltant de 1021 i 1031 en el fets anotats pel monjo Sigifriedo, es poden llegir les terres propietat del marquès Ultic Manfred II: Torí, Ivrea, Albenga, Ventimiglia, Auriate, Tortona i Vercelli. Per evitar els enfrontaments que Arduí d'Ivrea tenia amb l'Imperi, no es va preocupar tant d'estendre el domini propi per les armes sinó més aviat a una millor gestió de la terra en el seu poder per augmentar el control i el poder.
La seu de la marca es va situar a Torí, encara que llavors era una ciutat petita, per la seva ubicació estratègica en el centre dels seus dominis. No obstant això, Ulric Manfred sovint no residia a la ciutat, però hi anava amb regularitat per millorar la gestió dels seus dominis. La seva filla, Adelaida de Susa va abandonar Torí per residir a Susa, debilitant les possessions paternes.
Entre els seus mèrits està la restauració de l'antiga església de Santa Maria Maggiore de Susa i el monestir de Novalesa, el fortificar les viles de Exilles i Bardonecchia, i haver fundat un monestir important a Susa, que en els següents anys va arribar a una potència notable.

## Matrimoni i descendència
De la seva dona Berta d'Este va tenir quatre fills:
- Adelaida de Susa, que més tard es va casar successivament amb Herman IV de Suàbia, Enric de Montferrat i Odó I de Savoia
- Immilla de Susa
- Berta de Susa
- Irmgarda de Susa, que es va casar amb Otó de Schweinfurt i després amb Egbert de Meissen